# ترمبیتسه پایین
ترمبیتسه پایین (به لاتین: Trębice Dolne) یک روستا در لهستان است که در Gmina Paprotnia واقع شده‌است.

## خصوصیات
ترمبیتسه پایین ۶۰ نفر جمعیت دارد.